# نیک دارسی
نیک دارسی (به انگلیسی: Nick D'Arcy) (زادهٔ ۲۳ ژوئیهٔ ۱۹۸۷) شناگر اهل استرالیا است.